# 南昌公交
南昌公交是指由江西南昌公共交通运输集团有限责任公司（原南昌公交总公司）一家公司主要负责经营南昌市下辖市辖区和县范围内的公共汽车系统 

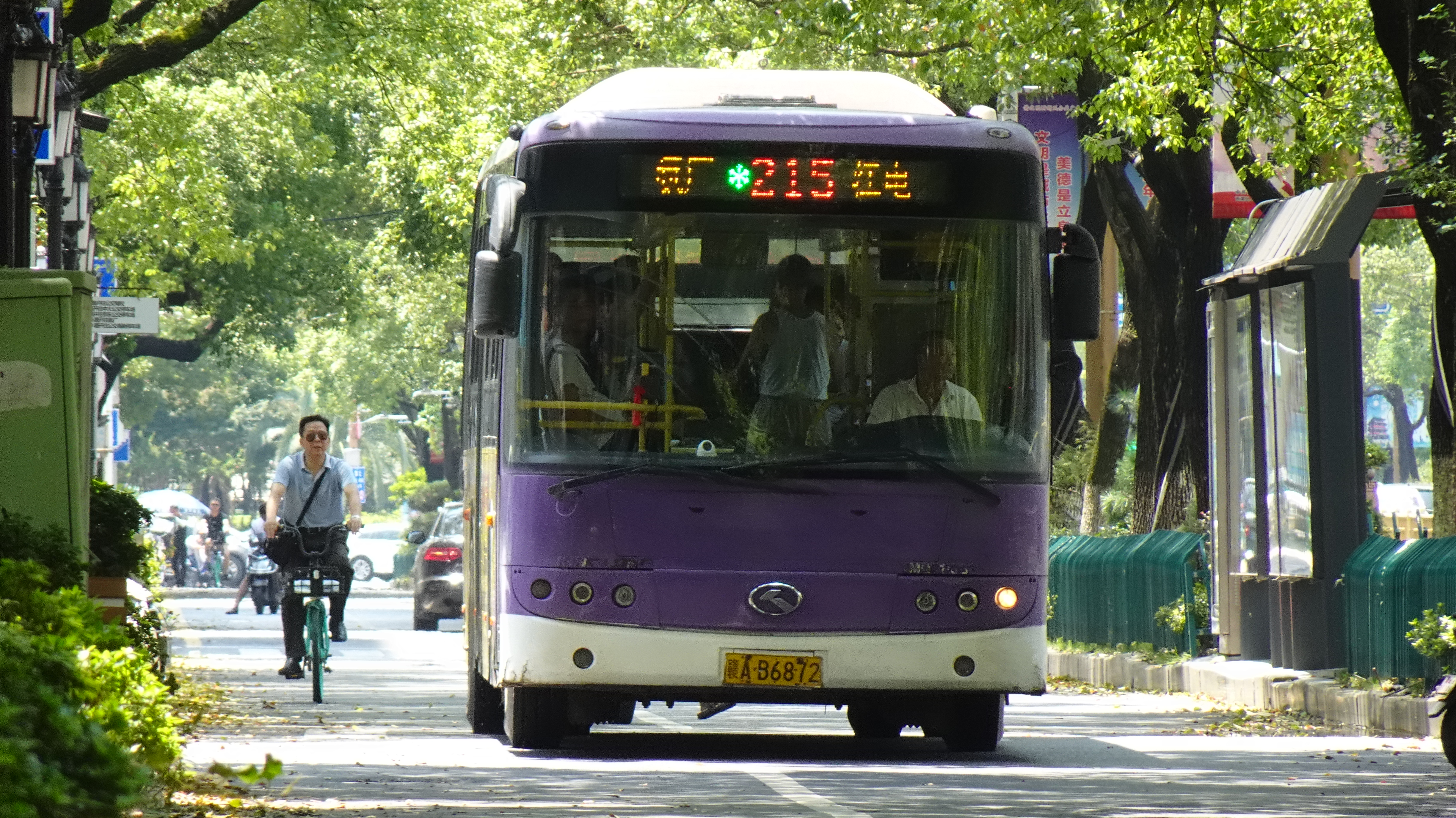
南昌公交215路

## 历史
2002年7月南昌公交总公司开始对公交番号进行大量修改，如3路→203、4/14路→204/224路、6路→206路、10路→210路、114路→214路、15路→215路、17路→217路（后期又变回17路）、19路→219路、21路→221路、22路→222路、115路→224路、23路→223路、29路→229路、30→230路、31路→231路等。。

## 线路

### 线路规则
南昌公交的运营公司对线路的路别设有不同的定义用于区分线路类型，但事实上有一定程度的使用混乱，比如大站快线目前均以线路名称前加K，比如204的快线为K204，并非是设计中的7开头。
| 路别开头 | 范围      | 线路类型                           |
| -------- | --------- | ---------------------------------- |
| 0字头    | 0-99路    | 市区线路                           |
| 1字头    | 100-199路 | 远郊线路                           |
| 2字头    | 200-299路 | 近郊线路                           |
| 3字头    | 300-399路 | 夜间线路                           |
| 5字头    | 500-599路 | 区间线路                           |
| 6字头    | 600-699路 | 高铁线路以及需出示证件乘坐的特约车 |
| 7字头    | 700-799路 | 大站快线                           |
| 8字头    | 800-899路 | 社区巴士、微公交线路               |

## 票价
南昌公共汽车分单一票价和多级票价两种，同时一条线路如果同时有普通车和空调车，也会有两种计价方式，但是现在同一线基本不会有空调车和普通车混合运营。
南昌公交的票价
| 票价    | 对应线路类型                 |
| ------- | ---------------------------- |
| 2元     | 来往郊区的线路和市区内的线路 |
| 3元以上 | 开往远郊线路                 |